# Afrotyphlops fornasinii
Espèce
Synonymes
- Typhlops fornasinii Bianconi, 1847
- Typhlops fornasini Bianconi, 1847
- Onychocephalus trilobus Peters, 1854
- Onychocephalus mossambicus Peters, 1854
- Typhlops mossambicus (Peters, 1854)
- Onychocephalus tettensis Peters, 1860
- Typhlops tettensis (Peters, 1860)
- Typhlops bianconii Jan, 1860

Afrotyphlops fornasinii est une espèce de serpents de la famille des Typhlopidae. 

## Répartition
Cette espèce se rencontre dans l'Est du Mozambique, dans la province du KwaZulu-Natal en Afrique du Sud et au Zimbabwe.

## Étymologie
Cette espèce est nommée en l'honneur de Carlo Antonio Fornasini (1805-?).

## Publication originale
- Bianconi, 1847 : Specimina Zoologica Mosambicana - Fasciculus I, p. 1-186 (texte intégral).